# Кубок России по баскетболу 2013/2014. Плей-офф

## Формат
III этап — соревнования по системе плей-офф со стадии 1/16 финала с 7 ноября 2013 года по 5 мая 2014 года. Игры проводятся дома и в гостях. Команда, имеющая более высокий рейтинг, первый матч играет на площадке соперника. Российские клубы, участвующие в Единой лиге ВТБ, будут участвовать в кубке России с разных стадий плей-оффа. Красный Октябрь и Енисей вступят в борьбу на стадии 1/16 финала; Триумф и УНИКС — на стадии 1/8 финала; ЦСКА, Химки, Локомотив-Кубань и Спартак (Санкт-Петербург) — на стадии 1/4 финала.

## Сетка турнира
|  | 1/16 финала               | 1/16 финала |  |  | 1/8 финала                | 1/8 финала |                           |                         | Четвертьфиналы | Четвертьфиналы |  |  | Полуфиналы | Полуфиналы |  |  | Финал | Финал |
|  |                           |             |  |  |                           |            |                           |                         |                |                |  |  |            |            |  |  |       |       |
|  |                           |             |  |  |                           |            |                           |                         |                |                |  |  |            |            |  |  |       |       |
|  |                           |             |  |  |                           |            |                           |                         |                |                |  |  |            |            |  |  |       |       |
|  |                           |             |  |  |                           |            |                           |                         |                |                |  |  |            |            |  |  |       |       |
|  |                           |             |  |  |                           |            |                           | Химки (Московская обл.) | 162            |                |  |  |            |            |  |  |       |       |
|  | Енисей (Красноярск)       | 182         |  |  | Автодор (Саратов)         | 145        |                           |                         |                |                |  |  |            |            |  |  |       |       |
|  | ЦСКА-2 (Москва)           | 117         |  |  | Енисей (Красноярск)       | 175        |                           |                         |                |                |  |  |            |            |  |  |       |       |
|  | Автодор (Саратов)         | 165         |  |  | Автодор (Саратов)         | 199        |                           |                         |                |                |  |  |            |            |  |  |       |       |
|  | Рязань (Рязань)           | 155         |  |  |                           |            |                           | Химки (Московская обл.) | 138            |                |  |  |            |            |  |  |       |       |
|  |                           |             |  |  | УНИКС                     | 152        |                           |                         |                |                |  |  |            |            |  |  |       |       |
|  |                           |             |  |  |                           |            |                           |                         |                |                |  |  |            |            |  |  |       |       |
|  |                           |             |  |  |                           |            |                           |                         |                |                |  |  |            |            |  |  |       |       |
|  |                           |             |  |  |                           |            | Спартак (Санкт-Петербург) | 116                     |                |                |  |  |            |            |  |  |       |       |
|  |                           |             |  |  | УНИКС                     | 125        |                           |                         |                |                |  |  |            |            |  |  |       |       |
|  |                           |             |  |  | УНИКС                     | 163        |                           |                         |                |                |  |  |            |            |  |  |       |       |
|  | Университет-Югра (Сургут) | 183         |  |  | Университет-Югра (Сургут) | 106        |                           |                         |                |                |  |  |            |            |  |  |       |       |
|  | Химки-2 (Московская обл.) | 168         |  |  |                           |            |                           | УНИКС                   | 159            |                |  |  |            |            |  |  |       |       |
|  |                           |             |  |  | Локомотив-Кубань          | 121        |                           |                         |                |                |  |  |            |            |  |  |       |       |
|  |                           |             |  |  |                           |            |                           |                         |                |                |  |  |            |            |  |  |       |       |
|  |                           |             |  |  |                           |            |                           |                         |                |                |  |  |            |            |  |  |       |       |
|  |                           |             |  |  |                           |            | ЦСКА (Москва)             | 154                     |                |                |  |  |            |            |  |  |       |       |
|  | Красный Октябрь           | 177         |  |  | Красный Октябрь           | 159        |                           |                         |                |                |  |  |            |            |  |  |       |       |
|  | АлтайБаскет (Барнаул)     | 152         |  |  | Красный Октябрь           | 172        |                           |                         |                |                |  |  |            |            |  |  |       |       |
|  | Рускон-Мордовия (Саранск) | 171         |  |  | Рускон-Мордовия (Саранск) | 152        |                           |                         |                |                |  |  |            |            |  |  |       |       |
|  | Урал (Екатеринбург)       | 142         |  |  |                           |            | Красный Октябрь           | 141                     |                |                |  |  |            |            |  |  |       |       |
|  |                           |             |  |  | Локомотив-Кубань'         | 152        |                           |                         |                |                |  |  |            |            |  |  |       |       |
|  |                           |             |  |  |                           |            |                           |                         |                |                |  |  |            |            |  |  |       |       |
|  |                           |             |  |  |                           |            |                           |                         |                |                |  |  |            |            |  |  |       |       |
|  |                           |             |  |  |                           |            | Локомотив-Кубань          | 154                     |                |                |  |  |            |            |  |  |       |       |
|  |                           |             |  |  | Триумф (Люберцы)          | 151        |                           |                         |                |                |  |  |            |            |  |  |       |       |
|  |                           |             |  |  | Триумф (Люберцы)          | 177        |                           |                         |                |                |  |  |            |            |  |  |       |       |
|  | Новосибирск (Новосибирск) | 160         |  |  | Новосибирск (Новосибирск) | 120        |                           |                         |                |                |  |  |            |            |  |  |       |       |
|  | ТЕМП-СУМЗ (Ревда)         | 144         |  |  |                           |            |                           |                         |                |                |  |  |            |            |  |  |       |       |

## Плей-офф

### 1/16 финала
| 7 ноября 2013 19:00 | Отчёт | Рязань (Рязань)            | 69:88    | Автодор (Саратов)      | Дворец детского творчества, Рязань Зрителей: 500 Судьи: Сергей Буланов, Геннадий Пономарев, Александр Говердовский |
| 7 ноября 2013 19:00 | Отчёт | 20:20, 13:24, 16:15, 20:29 |          |                        | Дворец детского творчества, Рязань Зрителей: 500 Судьи: Сергей Буланов, Геннадий Пономарев, Александр Говердовский |
| 7 ноября 2013 19:00 | Отчёт | Валентин Юрчик (17)        | Очки     | Алексей Взыхалкин (18) | Дворец детского творчества, Рязань Зрителей: 500 Судьи: Сергей Буланов, Геннадий Пономарев, Александр Говердовский |
| 7 ноября 2013 19:00 | Отчёт | Валентин Юрчик (7)         | Подборы  | Алексей Вздыхалкин (6) | Дворец детского творчества, Рязань Зрителей: 500 Судьи: Сергей Буланов, Геннадий Пономарев, Александр Говердовский |
| 7 ноября 2013 19:00 | Отчёт | Сергей Захаров (3)         | Передачи | Кортни Фортсон (4)     | Дворец детского творчества, Рязань Зрителей: 500 Судьи: Сергей Буланов, Геннадий Пономарев, Александр Говердовский |

| 23 ноября 2013 19:00 | Отчёт | Автодор (Саратов)          | 77:86    | Рязань (Рязань)                        | ФОК «Звездный», Саратов Зрителей: 1050 Судьи: Семен Овинов, Станислав Валеев, Максим Яковенко |
| 23 ноября 2013 19:00 | Отчёт | 18:18, 19:15, 21:37, 19:16 |          |                                        | ФОК «Звездный», Саратов Зрителей: 1050 Судьи: Семен Овинов, Станислав Валеев, Максим Яковенко |
| 23 ноября 2013 19:00 | Отчёт | Иван Стребков (15)         | Очки     | Максим Поляков, Драмир Зибиров (по 17) | ФОК «Звездный», Саратов Зрителей: 1050 Судьи: Семен Овинов, Станислав Валеев, Максим Яковенко |
| 23 ноября 2013 19:00 | Отчёт | Сергей Торопов (9)         | Подборы  | Евгений Карпеко (8)                    | ФОК «Звездный», Саратов Зрителей: 1050 Судьи: Семен Овинов, Станислав Валеев, Максим Яковенко |
| 23 ноября 2013 19:00 | Отчёт | Кортни Фортсон (3)         | Передачи | Драмир Зибиров (5)                     | ФОК «Звездный», Саратов Зрителей: 1050 Судьи: Семен Овинов, Станислав Валеев, Максим Яковенко |

| 7 ноября 2013 17:00 | Отчёт | Химки-2 (Московская обл.)  | 80:82    | Университет-Югра (Сургут)                 | Баскетбольный центр Химки, Химки Зрителей: 100 Судьи: Семен Овинов, Алексей Чудин, Антон Круглов |
| 7 ноября 2013 17:00 | Отчёт | 24:19, 18:27, 18:22, 20:14 |          |                                           | Баскетбольный центр Химки, Химки Зрителей: 100 Судьи: Семен Овинов, Алексей Чудин, Антон Круглов |
| 7 ноября 2013 17:00 | Отчёт | Александр Захаров (34)     | Очки     | Никола Лепоевич (34)                      | Баскетбольный центр Химки, Химки Зрителей: 100 Судьи: Семен Овинов, Алексей Чудин, Антон Круглов |
| 7 ноября 2013 17:00 | Отчёт | Станислав Ильницкий (11)   | Подборы  | Александр Савенков (17)                   | Баскетбольный центр Химки, Химки Зрителей: 100 Судьи: Семен Овинов, Алексей Чудин, Антон Круглов |
| 7 ноября 2013 17:00 | Отчёт | Станислав Ильницкий (5)    | Передачи | Владимир Дячок, Геннадий Зеленский (по 3) | Баскетбольный центр Химки, Химки Зрителей: 100 Судьи: Семен Овинов, Алексей Чудин, Антон Круглов |

| 24 ноября 2013 15:00 | Отчёт | Университет-Югра (Сургут)              | 101:88   | Химки-2 (Московская обл.)                | Спорткомплекс «Энергетик», Сургут Зрителей: 510 Судьи: Алексей Пушкарев, Алексей Федоров, Денис Кучик |
| 24 ноября 2013 15:00 | Отчёт | 20:16, 29:19, 15:28, 37:25             |          |                                          | Спорткомплекс «Энергетик», Сургут Зрителей: 510 Судьи: Алексей Пушкарев, Алексей Федоров, Денис Кучик |
| 24 ноября 2013 15:00 | Отчёт | Денис Хлопонин (24)                    | Очки     | Александр Захаров (19)                   | Спорткомплекс «Энергетик», Сургут Зрителей: 510 Судьи: Алексей Пушкарев, Алексей Федоров, Денис Кучик |
| 24 ноября 2013 15:00 | Отчёт | Денис Хлопонин, Владимир Дячок (по 10) | Подборы  | Александр Захаров (10)                   | Спорткомплекс «Энергетик», Сургут Зрителей: 510 Судьи: Алексей Пушкарев, Алексей Федоров, Денис Кучик |
| 24 ноября 2013 15:00 | Отчёт | Никола Лепоевич, Антон Агеев (по 5)    | Передачи | Александр Захаров, Максим Сахаров (по 4) | Спорткомплекс «Энергетик», Сургут Зрителей: 510 Судьи: Алексей Пушкарев, Алексей Федоров, Денис Кучик |

| 7 ноября 2013 19:00 | Отчёт | Красный Октябрь            | 97:75    | АлтайБаскет (Барнаул) | Дворец спорта волгоградских профсоюзов, Волгоград Зрителей: 1050 Судьи: Антон Махлин, Сергей Михайлов, Антон Жук |
| 7 ноября 2013 19:00 | Отчёт | 24:17, 17:22, 29:22, 27:14 |          |                       | Дворец спорта волгоградских профсоюзов, Волгоград Зрителей: 1050 Судьи: Антон Махлин, Сергей Михайлов, Антон Жук |
| 7 ноября 2013 19:00 | Отчёт | Вилли Дин (24)             | Очки     | Александр Пушкин (16) | Дворец спорта волгоградских профсоюзов, Волгоград Зрителей: 1050 Судьи: Антон Махлин, Сергей Михайлов, Антон Жук |
| 7 ноября 2013 19:00 | Отчёт | Артём Комиссаров (6)       | Подборы  | Андрей Вохмянин (6)   | Дворец спорта волгоградских профсоюзов, Волгоград Зрителей: 1050 Судьи: Антон Махлин, Сергей Михайлов, Антон Жук |
| 7 ноября 2013 19:00 | Отчёт | Вилли Дин (3)              | Передачи | Сергей Варламов (7)   | Дворец спорта волгоградских профсоюзов, Волгоград Зрителей: 1050 Судьи: Антон Махлин, Сергей Михайлов, Антон Жук |

| 24 ноября 2013 17:00 | Отчёт | АлтайБаскет (Барнаул)      | 77:80    | Красный Октябрь      | Спорткомплекс «Победа», Барнаул Зрителей: 1100 Судьи: Сергей Круг, Вячеслав Ухов, Юрий Зинкевич |
| 24 ноября 2013 17:00 | Отчёт | 20:22, 20:28, 18:14, 19:16 |          |                      | Спорткомплекс «Победа», Барнаул Зрителей: 1100 Судьи: Сергей Круг, Вячеслав Ухов, Юрий Зинкевич |
| 24 ноября 2013 17:00 | Отчёт | Андрей Ворон (22)          | Очки     | Рэнди Каллеппер (22) | Спорткомплекс «Победа», Барнаул Зрителей: 1100 Судьи: Сергей Круг, Вячеслав Ухов, Юрий Зинкевич |
| 24 ноября 2013 17:00 | Отчёт | Андрей Ворон (12)          | Подборы  | Дмитрий Коршаков (6) | Спорткомплекс «Победа», Барнаул Зрителей: 1100 Судьи: Сергей Круг, Вячеслав Ухов, Юрий Зинкевич |
| 24 ноября 2013 17:00 | Отчёт | Амиран Амирханов (9)       | Передачи | Вилли Дин (4)        | Спорткомплекс «Победа», Барнаул Зрителей: 1100 Судьи: Сергей Круг, Вячеслав Ухов, Юрий Зинкевич |

| 7 ноября 2013 18:00 | Отчёт | ТЕМП-СУМЗ (Ревда)                        | 82:80    | Новосибирск (Новосибирск) | Дворец спорта «ТЕМП-СУМЗ», Ревда Зрителей: 550 Судьи: Владимир Охрименко, Игорь Деменков, Максим Житлухин |
| 7 ноября 2013 18:00 | Отчёт | 21:28, 25:15, 20:17, 16:20               |          |                           | Дворец спорта «ТЕМП-СУМЗ», Ревда Зрителей: 550 Судьи: Владимир Охрименко, Игорь Деменков, Максим Житлухин |
| 7 ноября 2013 18:00 | Отчёт | Максим Захаров, Максим Дыбовский (по 15) | Очки     | Игорь Смыгин (25)         | Дворец спорта «ТЕМП-СУМЗ», Ревда Зрителей: 550 Судьи: Владимир Охрименко, Игорь Деменков, Максим Житлухин |
| 7 ноября 2013 18:00 | Отчёт | Максим Кирьянов, Максим Дыбовский (по 5) | Подборы  | Сергей Токарев (8)        | Дворец спорта «ТЕМП-СУМЗ», Ревда Зрителей: 550 Судьи: Владимир Охрименко, Игорь Деменков, Максим Житлухин |
| 7 ноября 2013 18:00 | Отчёт | Максим Кирьянов (4)                      | Передачи | Игорь Смыгин (3)          | Дворец спорта «ТЕМП-СУМЗ», Ревда Зрителей: 550 Судьи: Владимир Охрименко, Игорь Деменков, Максим Житлухин |

| 24 ноября 2013 19:00 | Отчёт | Новосибирск (Новосибирск)           | 80:62    | ТЕМП-СУМЗ (Ревда)                        | СКК «Север», Новосибирск Зрителей: 707 Судьи: Илья Путенко, Евгений Островский, Игорь Фомин |
| 24 ноября 2013 19:00 | Отчёт | 20:17, 18:21, 21:12, 21:12          |          |                                          | СКК «Север», Новосибирск Зрителей: 707 Судьи: Илья Путенко, Евгений Островский, Игорь Фомин |
| 24 ноября 2013 19:00 | Отчёт | Сергей Токарев (17)                 | Очки     | Максим Кирьянов (15)                     | СКК «Север», Новосибирск Зрителей: 707 Судьи: Илья Путенко, Евгений Островский, Игорь Фомин |
| 24 ноября 2013 19:00 | Отчёт | Сергей Токарев (9)                  | Подборы  | Владимир Белов, Александр Каленов (по 7) | СКК «Север», Новосибирск Зрителей: 707 Судьи: Илья Путенко, Евгений Островский, Игорь Фомин |
| 24 ноября 2013 19:00 | Отчёт | Сергей Токарев, Игорь Смыгин (по 7) | Передачи | Александр Каленов (3)                    | СКК «Север», Новосибирск Зрителей: 707 Судьи: Илья Путенко, Евгений Островский, Игорь Фомин |

| 8 ноября 2013 19:00 | Отчёт | Урал (Екатеринбург)        | 73:71    | Рускон-Мордовия (Саранск)                  | ДИВС, Екатеринбург Зрителей: 500 Судьи: Федор Дмитриев, Владимир Разбежкин, Алексей Пушкарев |
| 8 ноября 2013 19:00 | Отчёт | 15:16, 24:18, 16:21, 18:16 |          |                                            | ДИВС, Екатеринбург Зрителей: 500 Судьи: Федор Дмитриев, Владимир Разбежкин, Алексей Пушкарев |
| 8 ноября 2013 19:00 | Отчёт | Лэнс Харрис (24)           | Очки     | Павел Александров, Сергей Караулов (по 21) | ДИВС, Екатеринбург Зрителей: 500 Судьи: Федор Дмитриев, Владимир Разбежкин, Алексей Пушкарев |
| 8 ноября 2013 19:00 | Отчёт | Аарон МакГи (10)           | Подборы  | Сергей Караулов (16)                       | ДИВС, Екатеринбург Зрителей: 500 Судьи: Федор Дмитриев, Владимир Разбежкин, Алексей Пушкарев |
| 8 ноября 2013 19:00 | Отчёт | Антон Глазунов (9)         | Передачи | Александр Варнаков (4)                     | ДИВС, Екатеринбург Зрителей: 500 Судьи: Федор Дмитриев, Владимир Разбежкин, Алексей Пушкарев |

| 23 ноября 2013 17:30 | Отчёт | Рускон-Мордовия (Саранск)  | 100:69   | Урал (Екатеринбург)  | Спортивный комплекс «Мордовия», Саранск Зрителей: 700 Судьи: Сергей Михайлов, Антон Жук, Андрей Курносов |
| 23 ноября 2013 17:30 | Отчёт | 21:13, 29:12, 26:23, 24:21 |          |                      | Спортивный комплекс «Мордовия», Саранск Зрителей: 700 Судьи: Сергей Михайлов, Антон Жук, Андрей Курносов |
| 23 ноября 2013 17:30 | Отчёт | Дмитрий Загнойко (19)      | Очки     | Дмитрий Артешин (31) | Спортивный комплекс «Мордовия», Саранск Зрителей: 700 Судьи: Сергей Михайлов, Антон Жук, Андрей Курносов |
| 23 ноября 2013 17:30 | Отчёт | Роман Семернинов (6)       | Подборы  | Дмитрий Артешин (17) | Спортивный комплекс «Мордовия», Саранск Зрителей: 700 Судьи: Сергей Михайлов, Антон Жук, Андрей Курносов |
| 23 ноября 2013 17:30 | Отчёт | Глеб Герасименко (4)       | Передачи | Кирилл Кузнецов (4)  | Спортивный комплекс «Мордовия», Саранск Зрителей: 700 Судьи: Сергей Михайлов, Антон Жук, Андрей Курносов |

| 16 ноября 2013 18:00 | Отчёт | ЦСКА-2 (Москва)            | 70:95    | Енисей (Красноярск)      | Спортивный Зал «Тринта», Москва Зрителей: 250 Судьи: Владимир Охрименко, Александр Богачев, Алексей Архипов |
| 16 ноября 2013 18:00 | Отчёт | 20:23, 23:24, 15:22, 12:26 |          |                          | Спортивный Зал «Тринта», Москва Зрителей: 250 Судьи: Владимир Охрименко, Александр Богачев, Алексей Архипов |
| 16 ноября 2013 18:00 | Отчёт | Артём Комолов (20)         | Очки     | Анндрей Комаровский (15) | Спортивный Зал «Тринта», Москва Зрителей: 250 Судьи: Владимир Охрименко, Александр Богачев, Алексей Архипов |
| 16 ноября 2013 18:00 | Отчёт | 3 игрока (6)               | Подборы  | Коста Перович (8)        | Спортивный Зал «Тринта», Москва Зрителей: 250 Судьи: Владимир Охрименко, Александр Богачев, Алексей Архипов |
| 16 ноября 2013 18:00 | Отчёт | Валерий Ершков (3)         | Передачи | Грэгори Рэнфро (5)       | Спортивный Зал «Тринта», Москва Зрителей: 250 Судьи: Владимир Охрименко, Александр Богачев, Алексей Архипов |

| 26 ноября 2013 20:00 | Отчёт | Енисей (Красноярск)       | 87:47    | ЦСКА-2 (Москва)     | Дворец спорта имени Ивана Ярыгина, Красноярск Зрителей: 500 Судьи: Антон Махлин, Алексей Гончаров, Андрей Курносов |
| 26 ноября 2013 20:00 | Отчёт | 27:6, 17:11, 26:14, 17:16 |          |                     | Дворец спорта имени Ивана Ярыгина, Красноярск Зрителей: 500 Судьи: Антон Махлин, Алексей Гончаров, Андрей Курносов |
| 26 ноября 2013 20:00 | Отчёт | Александр Павлов (19)     | Очки     | Валерий Ершков (13) | Дворец спорта имени Ивана Ярыгина, Красноярск Зрителей: 500 Судьи: Антон Махлин, Алексей Гончаров, Андрей Курносов |
| 26 ноября 2013 20:00 | Отчёт | Максим Кривошеев (11)     | Подборы  | Сергей Жульков (6)  | Дворец спорта имени Ивана Ярыгина, Красноярск Зрителей: 500 Судьи: Антон Махлин, Алексей Гончаров, Андрей Курносов |
| 26 ноября 2013 20:00 | Отчёт | Василий Заворуев (4)      | Передачи | Юрий Карпенко (3)   | Дворец спорта имени Ивана Ярыгина, Красноярск Зрителей: 500 Судьи: Антон Махлин, Алексей Гончаров, Андрей Курносов |

### 1/8 финала
| 6 декабря 2013 18:30 | Отчёт | Рускон-Мордовия            | 92:98    | Красный Октябрь      | Спортивный комплекс «Мордовия», Саранск Зрителей: 700 Судьи: Федор Дмитриев, Владимир Разбежкин, Алексей Гончаров |
| 6 декабря 2013 18:30 | Отчёт | 27:23, 14:21, 25:22, 26:32 |          |                      | Спортивный комплекс «Мордовия», Саранск Зрителей: 700 Судьи: Федор Дмитриев, Владимир Разбежкин, Алексей Гончаров |
| 6 декабря 2013 18:30 | Отчёт | Павел Александров (21)     | Очки     | Рэнди Каллеппер (33) | Спортивный комплекс «Мордовия», Саранск Зрителей: 700 Судьи: Федор Дмитриев, Владимир Разбежкин, Алексей Гончаров |
| 6 декабря 2013 18:30 | Отчёт | Дмитрий Загнойко (6)       | Подборы  | Дмитрий Коршаков (9) | Спортивный комплекс «Мордовия», Саранск Зрителей: 700 Судьи: Федор Дмитриев, Владимир Разбежкин, Алексей Гончаров |
| 6 декабря 2013 18:30 | Отчёт | Александр Варнаков (3)     | Передачи | Виктор Катберт (3)   | Спортивный комплекс «Мордовия», Саранск Зрителей: 700 Судьи: Федор Дмитриев, Владимир Разбежкин, Алексей Гончаров |

| 28 января 2014 18:30 | Отчёт | Красный Октябрь           | 74:60    | Рускон-Мордовия       | Зрителей: 1320 Судьи: Евгений Ветров, Александр Романов, Фёдор Дмитриев |
| 28 января 2014 18:30 | Отчёт | 21:19, 11:20, 20:13, 22:8 |          |                       | Зрителей: 1320 Судьи: Евгений Ветров, Александр Романов, Фёдор Дмитриев |
| 28 января 2014 18:30 | Отчёт | Уилли Дин (24)            | Очки     | Иван Павлов (14)      | Зрителей: 1320 Судьи: Евгений Ветров, Александр Романов, Фёдор Дмитриев |
| 28 января 2014 18:30 | Отчёт | Виктор Катберт (9)        | Подборы  | Роман Семернинов (10) | Зрителей: 1320 Судьи: Евгений Ветров, Александр Романов, Фёдор Дмитриев |
| 28 января 2014 18:30 | Отчёт | Виктор Катберт (5)        | Передачи | Григорий Андреев (3)  | Зрителей: 1320 Судьи: Евгений Ветров, Александр Романов, Фёдор Дмитриев |

| 15 декабря 2013 16:00 МСК 13:00 | Отчёт | Новосибирск (Новосибирск)  | 66:77    | Триумф (Люберцы)   | СКК «Север», Новосибирск Зрителей: 1100 Судьи: Максим Колычев, Евгений Островский, Василий Поздняков |
| 15 декабря 2013 16:00 МСК 13:00 | Отчёт | 21:24, 18:16, 16:22, 11:15 |          |                    | СКК «Север», Новосибирск Зрителей: 1100 Судьи: Максим Колычев, Евгений Островский, Василий Поздняков |
| 15 декабря 2013 16:00 МСК 13:00 | Отчёт | Игорь Новиков (14)         | Очки     | Кайл Лэндри (27)   | СКК «Север», Новосибирск Зрителей: 1100 Судьи: Максим Колычев, Евгений Островский, Василий Поздняков |
| 15 декабря 2013 16:00 МСК 13:00 | Отчёт | 4 игрока (3)               | Подборы  | Евгений Валиев (7) | СКК «Север», Новосибирск Зрителей: 1100 Судьи: Максим Колычев, Евгений Островский, Василий Поздняков |
| 15 декабря 2013 16:00 МСК 13:00 | Отчёт | Сергей Токарев (5)         | Передачи | Артём Вихров (5)   | СКК «Север», Новосибирск Зрителей: 1100 Судьи: Максим Колычев, Евгений Островский, Василий Поздняков |

| 25 января 2014 16:00 | Отчёт | Триумф (Люберцы)           | 90:54    | Новосибирск (Новосибирск) | Дворец спорта «Триумф», Люберцы Зрителей: 1200 Судьи: Александр Говердовский, Станислав Валеев, Василий Поздняков |
| 25 января 2014 16:00 | Отчёт | 29:13, 21:10, 23:12, 17:19 |          |                           | Дворец спорта «Триумф», Люберцы Зрителей: 1200 Судьи: Александр Говердовский, Станислав Валеев, Василий Поздняков |
| 25 января 2014 16:00 | Отчёт | Иван Лазарев (16)          | Очки     | Антон Саяпин (12)         | Дворец спорта «Триумф», Люберцы Зрителей: 1200 Судьи: Александр Говердовский, Станислав Валеев, Василий Поздняков |
| 25 января 2014 16:00 | Отчёт | Дмитрий Кулагин (6)        | Подборы  | Виталий Ионов (9)         | Дворец спорта «Триумф», Люберцы Зрителей: 1200 Судьи: Александр Говердовский, Станислав Валеев, Василий Поздняков |
| 25 января 2014 16:00 | Отчёт | Артём Вихров (6)           | Передачи | Сергей Токарев (5)        | Дворец спорта «Триумф», Люберцы Зрителей: 1200 Судьи: Александр Говердовский, Станислав Валеев, Василий Поздняков |

| 18 декабря 2013 19:00 | Отчёт | Автодор (Саратов)          | 91:93    | Енисей (Красноярск)                      | ФОК «Звёздный», Саратов Зрителей: 1450 Судьи: Сергей Буланов, Рафаэль Ганиев, Александр Говердовский |
| 18 декабря 2013 19:00 | Отчёт | 23:20, 25:17, 22:29, 21:27 |          |                                          | ФОК «Звёздный», Саратов Зрителей: 1450 Судьи: Сергей Буланов, Рафаэль Ганиев, Александр Говердовский |
| 18 декабря 2013 19:00 | Отчёт | Кортни Фортсон (28)        | Очки     | Энтони Фишер, Андрей Комаровский (по 22) | ФОК «Звёздный», Саратов Зрителей: 1450 Судьи: Сергей Буланов, Рафаэль Ганиев, Александр Говердовский |
| 18 декабря 2013 19:00 | Отчёт | Артём Клименко (12)        | Подборы  | Кристиан Бернс (12)                      | ФОК «Звёздный», Саратов Зрителей: 1450 Судьи: Сергей Буланов, Рафаэль Ганиев, Александр Говердовский |
| 18 декабря 2013 19:00 | Отчёт | Алексей Вздыхалкин (6)     | Передачи | Энтони Фишер (5)                         | ФОК «Звёздный», Саратов Зрителей: 1450 Судьи: Сергей Буланов, Рафаэль Ганиев, Александр Говердовский |

| 24 января 2014 19:10 МСК 15:10 | Отчёт | Енисей (Красноярск)                 | 82:108   | Автодор (Саратов)       | Дворец спорта имени Ивана Ярыгина, Красноярск Зрителей: 500 Судьи: Сергей Круг, Сергей Михайлов, Зинкевич Юрий |
| 24 января 2014 19:10 МСК 15:10 | Отчёт | 24:35, 19:24, 22:22, 17:27          |          |                         | Дворец спорта имени Ивана Ярыгина, Красноярск Зрителей: 500 Судьи: Сергей Круг, Сергей Михайлов, Зинкевич Юрий |
| 24 января 2014 19:10 МСК 15:10 | Отчёт | Элмедин Киканович (16)              | Очки     | Алексей Вздыхалкин (25) | Дворец спорта имени Ивана Ярыгина, Красноярск Зрителей: 500 Судьи: Сергей Круг, Сергей Михайлов, Зинкевич Юрий |
| 24 января 2014 19:10 МСК 15:10 | Отчёт | Коста Перович (8)                   | Подборы  | Фёдор Лихолитов (11)    | Дворец спорта имени Ивана Ярыгина, Красноярск Зрителей: 500 Судьи: Сергей Круг, Сергей Михайлов, Зинкевич Юрий |
| 24 января 2014 19:10 МСК 15:10 | Отчёт | Энтони Фишер, Грэгори Рэнфро (по 4) | Передачи | Кортни Фортсон (9)      | Дворец спорта имени Ивана Ярыгина, Красноярск Зрителей: 500 Судьи: Сергей Круг, Сергей Михайлов, Зинкевич Юрий |

| 22 декабря 2013 18:00 МСК 16:00 | Отчёт | Университет-Югра (Сургут)  | 66:94    | УНИКС (Казань)     | Спорткомплекс «Энергетик», Сургут Зрителей: 510 Судьи: Сергей Буланов, Сергей Беляков, Федор Дмитриев |
| 22 декабря 2013 18:00 МСК 16:00 | Отчёт | 17:29, 14:20, 20:26, 15:19 |          |                    | Спорткомплекс «Энергетик», Сургут Зрителей: 510 Судьи: Сергей Буланов, Сергей Беляков, Федор Дмитриев |
| 22 декабря 2013 18:00 МСК 16:00 | Отчёт | Никола Лепоевич (17)       | Очки     | Люк Харангоди (22) | Спорткомплекс «Энергетик», Сургут Зрителей: 510 Судьи: Сергей Буланов, Сергей Беляков, Федор Дмитриев |
| 22 декабря 2013 18:00 МСК 16:00 | Отчёт | Денис Хлопонин (8)         | Подборы  | Люк Харангоди (7)  | Спорткомплекс «Энергетик», Сургут Зрителей: 510 Судьи: Сергей Буланов, Сергей Беляков, Федор Дмитриев |
| 22 декабря 2013 18:00 МСК 16:00 | Отчёт | 4 игрока (2)               | Передачи | 3 игрока (5)       | Спорткомплекс «Энергетик», Сургут Зрителей: 510 Судьи: Сергей Буланов, Сергей Беляков, Федор Дмитриев |

| 26 января 2014 17:00 | Отчёт | УНИКС (Казань)          | 69:40    | Университет-Югра (Сургут)               | Баскет-холл, Казань Зрителей: 1500 Судьи: Владимир Охрименко, Сергей Беляков, Владимир Разбежкин |
| 26 января 2014 17:00 | Отчёт | 20:8, 14:9, 19:17, 16:6 |          |                                         | Баскет-холл, Казань Зрителей: 1500 Судьи: Владимир Охрименко, Сергей Беляков, Владимир Разбежкин |
| 26 января 2014 17:00 | Отчёт | Павел Антипов (15)      | Очки     | Владимир Шевель (12)                    | Баскет-холл, Казань Зрителей: 1500 Судьи: Владимир Охрименко, Сергей Беляков, Владимир Разбежкин |
| 26 января 2014 17:00 | Отчёт | Никита Курбанов (7)     | Подборы  | Александр Савенков (9)                  | Баскет-холл, Казань Зрителей: 1500 Судьи: Владимир Охрименко, Сергей Беляков, Владимир Разбежкин |
| 26 января 2014 17:00 | Отчёт | Евгений Колесников (4)  | Передачи | Илья Александров, Денис Хлопонин (по 1) | Баскет-холл, Казань Зрителей: 1500 Судьи: Владимир Охрименко, Сергей Беляков, Владимир Разбежкин |

### 1/4 финала
| 5 февраля 2014 19:00 | Отчёт | Триумф (Люберцы)                       | 71:63    | Локомотив-Кубань     | Дворец спорта «Триумф», Люберцы Зрителей: 1400 Судьи: Сергей Круг, Сергей Михайлов, Алексей Архипов |
| 5 февраля 2014 19:00 | Отчёт | 20:22, 14:14, 19:13, 18:14             |          |                      | Дворец спорта «Триумф», Люберцы Зрителей: 1400 Судьи: Сергей Круг, Сергей Михайлов, Алексей Архипов |
| 5 февраля 2014 19:00 | Отчёт | Кори Хиггинс (16)                      | Очки     | Валерий Лиходей (18) | Дворец спорта «Триумф», Люберцы Зрителей: 1400 Судьи: Сергей Круг, Сергей Михайлов, Алексей Архипов |
| 5 февраля 2014 19:00 | Отчёт | Милован Ракович, Евгений Валиев (по 6) | Подборы  | Деррик Пол Браун (8) | Дворец спорта «Триумф», Люберцы Зрителей: 1400 Судьи: Сергей Круг, Сергей Михайлов, Алексей Архипов |
| 5 февраля 2014 19:00 | Отчёт | Джереми Ламар Чеппелл (4)              | Передачи | Крунослав Симон (4)  | Дворец спорта «Триумф», Люберцы Зрителей: 1400 Судьи: Сергей Круг, Сергей Михайлов, Алексей Архипов |

| 8 февраля 2014 16:00 | Отчёт | Локомотив-Кубань           | 91:80    | Триумф (Люберцы)                         | Баскет-холл, Краснодар Зрителей: 1245 Судьи: Сергей Буланов, Семён Овинов, Алексей Гончаров |
| 8 февраля 2014 16:00 | Отчёт | 32:24, 14:21, 27:12, 18:23 |          |                                          | Баскет-холл, Краснодар Зрителей: 1245 Судьи: Сергей Буланов, Семён Овинов, Алексей Гончаров |
| 8 февраля 2014 16:00 | Отчёт | Крунослав Симон (24)       | Очки     | Кори Хиггинс (21)                        | Баскет-холл, Краснодар Зрителей: 1245 Судьи: Сергей Буланов, Семён Овинов, Алексей Гончаров |
| 8 февраля 2014 16:00 | Отчёт | Деррик Пол Браун (9)       | Подборы  | Евгений Воронов, Кайл Марк Лэндри (по 7) | Баскет-холл, Краснодар Зрителей: 1245 Судьи: Сергей Буланов, Семён Овинов, Алексей Гончаров |
| 8 февраля 2014 16:00 | Отчёт | Крунослав Симон (7)        | Передачи | Кори Хиггинс (5)                         | Баскет-холл, Краснодар Зрителей: 1245 Судьи: Сергей Буланов, Семён Овинов, Алексей Гончаров |

| 8 февраля 2014 17:00 | Отчёт | Красный Октябрь            | 75:81    | ЦСКА (Москва)      | Дворец спорта волгоградских профсоюзов, Волгоград Зрителей: 3650 Судьи: Геннадий Пономарев, Илья Путенко, Максим Корнев |
| 8 февраля 2014 17:00 | Отчёт | 21:18, 20:22, 16:22, 18:19 |          |                    | Дворец спорта волгоградских профсоюзов, Волгоград Зрителей: 3650 Судьи: Геннадий Пономарев, Илья Путенко, Максим Корнев |
| 8 февраля 2014 17:00 | Отчёт | Вакеатон Кью Уэйфер (24)   | Очки     | Ненад Крстич (20)  | Дворец спорта волгоградских профсоюзов, Волгоград Зрителей: 3650 Судьи: Геннадий Пономарев, Илья Путенко, Максим Корнев |
| 8 февраля 2014 17:00 | Отчёт | Уилли Дин (8)              | Подборы  | Виктор Хряпа (7)   | Дворец спорта волгоградских профсоюзов, Волгоград Зрителей: 3650 Судьи: Геннадий Пономарев, Илья Путенко, Максим Корнев |
| 8 февраля 2014 17:00 | Отчёт | Уилли Дин (4)              | Передачи | Милош Теодосич (9) | Дворец спорта волгоградских профсоюзов, Волгоград Зрителей: 3650 Судьи: Геннадий Пономарев, Илья Путенко, Максим Корнев |

| 16 февраля 2014 17:00 | Отчёт | ЦСКА (Москва)              | 73:83    | Красный Октябрь          | Универсальный спортивный комплекс ЦСКА, Москва Зрителей: 1500 Судьи: Владимир Охрименко, Федор Дмитриев, Алексей Чудин |
| 16 февраля 2014 17:00 | Отчёт | 16:19, 21:14, 16:19, 20:32 |          |                          | Универсальный спортивный комплекс ЦСКА, Москва Зрителей: 1500 Судьи: Владимир Охрименко, Федор Дмитриев, Алексей Чудин |
| 16 февраля 2014 17:00 | Отчёт | Ненад Крстич (21)          | Очки     | Вакеатон Кью Уэйфер (38) | Универсальный спортивный комплекс ЦСКА, Москва Зрителей: 1500 Судьи: Владимир Охрименко, Федор Дмитриев, Алексей Чудин |
| 16 февраля 2014 17:00 | Отчёт | Виктор Хряпа (7)           | Подборы  | Маркус Казен (9)         | Универсальный спортивный комплекс ЦСКА, Москва Зрителей: 1500 Судьи: Владимир Охрименко, Федор Дмитриев, Алексей Чудин |
| 16 февраля 2014 17:00 | Отчёт | Джереми Парго (4)          | Передачи | Вакеатон Кью Уэйфер (3)  | Универсальный спортивный комплекс ЦСКА, Москва Зрителей: 1500 Судьи: Владимир Охрименко, Федор Дмитриев, Алексей Чудин |

| 8 февраля 2014 18:00 | Отчёт | УНИКС (Казань)             | 64:50    | Спартак (Санкт-Петербург)                 | Баскет-холл, Казань Зрителей: 1000 Судьи: Сергей Беляков, Александр Говердовский, Алексей Пушкарёв |
| 8 февраля 2014 18:00 | Отчёт | 20:12, 13:12, 16:11, 15:15 |          |                                           | Баскет-холл, Казань Зрителей: 1000 Судьи: Сергей Беляков, Александр Говердовский, Алексей Пушкарёв |
| 8 февраля 2014 18:00 | Отчёт | Эндрю Дариос Гудэлок (20)  | Очки     | Джаред Уильям Хоман (15)                  | Баскет-холл, Казань Зрителей: 1000 Судьи: Сергей Беляков, Александр Говердовский, Алексей Пушкарёв |
| 8 февраля 2014 18:00 | Отчёт | Никита Курбанов (6)        | Подборы  | Джаред Уильям Хоман (11)                  | Баскет-холл, Казань Зрителей: 1000 Судьи: Сергей Беляков, Александр Говердовский, Алексей Пушкарёв |
| 8 февраля 2014 18:00 | Отчёт | Николаос Зисис (3)         | Передачи | Стивен Бертт, Джошуа Ламонт Бостич (по 3) | Баскет-холл, Казань Зрителей: 1000 Судьи: Сергей Беляков, Александр Говердовский, Алексей Пушкарёв |

| 1 марта 2014 17:00 | Отчёт | Спартак (Санкт-Петербург)  | 66:61    | УНИКС (Казань)           | Спортивный комплекс «Сибур Арена», Санкт-Петербург Зрителей: 1500 Судьи: Сергей Буланов, Василий Галкин, Семен Овинов |
| 1 марта 2014 17:00 | Отчёт | 16:20, 17:17, 16:12, 17:12 |          |                          | Спортивный комплекс «Сибур Арена», Санкт-Петербург Зрителей: 1500 Судьи: Сергей Буланов, Василий Галкин, Семен Овинов |
| 1 марта 2014 17:00 | Отчёт | Стивен Бертт (22)          | Очки     | Костас Каймакоглу (16)   | Спортивный комплекс «Сибур Арена», Санкт-Петербург Зрителей: 1500 Судьи: Сергей Буланов, Василий Галкин, Семен Овинов |
| 1 марта 2014 17:00 | Отчёт | Джаред Уильям Хоман (16)   | Подборы  | Владимир Веремеенко (8)  | Спортивный комплекс «Сибур Арена», Санкт-Петербург Зрителей: 1500 Судьи: Сергей Буланов, Василий Галкин, Семен Овинов |
| 1 марта 2014 17:00 | Отчёт | Джошуа Ламонт Бостич (4)   | Передачи | Эндрю Дариос Гудэлок (3) | Спортивный комплекс «Сибур Арена», Санкт-Петербург Зрителей: 1500 Судьи: Сергей Буланов, Василий Галкин, Семен Овинов |

| 15 февраля 2014 15:00 | Отчёт | Автодор (Саратов)         | 67:74    | Химки (Московская обл.) | ФОК «Звездный», Саратов Зрителей: 1800 Судьи: Евгений Ветров, Александр Говердовский, Максим Корнев |
| 15 февраля 2014 15:00 | Отчёт | 20:28, 21:22, 9:12, 17:12 |          |                         | ФОК «Звездный», Саратов Зрителей: 1800 Судьи: Евгений Ветров, Александр Говердовский, Максим Корнев |
| 15 февраля 2014 15:00 | Отчёт | Артём Клименко (16)       | Очки     | Марко Попович (21)      | ФОК «Звездный», Саратов Зрителей: 1800 Судьи: Евгений Ветров, Александр Говердовский, Максим Корнев |
| 15 февраля 2014 15:00 | Отчёт | Фёдор Лихолитов (9)       | Подборы  | Джеймс Огастиня (9)     | ФОК «Звездный», Саратов Зрителей: 1800 Судьи: Евгений Ветров, Александр Говердовский, Максим Корнев |
| 15 февраля 2014 15:00 | Отчёт | Кортни Фортсон (6)        | Передачи | Марко Попович (3)       | ФОК «Звездный», Саратов Зрителей: 1800 Судьи: Евгений Ветров, Александр Говердовский, Максим Корнев |

| 1 марта 2014 19:30 | Отчёт | Химки (Московская обл.)           | 88:78    | Автодор (Саратов)   | Баскетбольный центр «Химки», Химки Зрителей: 1000 Судьи: Сергей Буланов, Евгений Ветров, Александр Романов |
| 1 марта 2014 19:30 | Отчёт | 22:20, 17:21, 20:18, 29:19        |          |                     | Баскетбольный центр «Химки», Химки Зрителей: 1000 Судьи: Сергей Буланов, Евгений Ветров, Александр Романов |
| 1 марта 2014 19:30 | Отчёт | Майк Грин, Джеймс Огастин по (16) | Очки     | Кортни Фортсон (17) | Баскетбольный центр «Химки», Химки Зрителей: 1000 Судьи: Сергей Буланов, Евгений Ветров, Александр Романов |
| 1 марта 2014 19:30 | Отчёт | Джеймс Огастин (8)                | Подборы  | Семён Шашков (6)    | Баскетбольный центр «Химки», Химки Зрителей: 1000 Судьи: Сергей Буланов, Евгений Ветров, Александр Романов |
| 1 марта 2014 19:30 | Отчёт | Егор Вяльцев (6)                  | Передачи | Кортни Фортсон (3)  | Баскетбольный центр «Химки», Химки Зрителей: 1000 Судьи: Сергей Буланов, Евгений Ветров, Александр Романов |

### 1/2 финала
| 18 апреля 2014 18:30 | Отчёт | УНИКС (Казань)             | 76:59    | Химки (Московская обл.)                  | Баскет-холл, Казань Зрителей: 3900 Судьи: Антон Махлин, Василий Галкин, Сергей Беляков |
| 18 апреля 2014 18:30 | Отчёт | 16:10, 15:19, 21:12, 24:18 |          |                                          | Баскет-холл, Казань Зрителей: 3900 Судьи: Антон Махлин, Василий Галкин, Сергей Беляков |
| 18 апреля 2014 18:30 | Отчёт | Костас Каймакоглу (19)     | Очки     | Петтери Копонен, Крешимир Лончар по (13) | Баскет-холл, Казань Зрителей: 3900 Судьи: Антон Махлин, Василий Галкин, Сергей Беляков |
| 18 апреля 2014 18:30 | Отчёт | Чак Эйдсон (12)            | Подборы  | Крешимир Лончар, Джеймс Огастин по (6)   | Баскет-холл, Казань Зрителей: 3900 Судьи: Антон Махлин, Василий Галкин, Сергей Беляков |
| 18 апреля 2014 18:30 | Отчёт | Николаос Зисис (6)         | Передачи | Марко Попович (4)                        | Баскет-холл, Казань Зрителей: 3900 Судьи: Антон Махлин, Василий Галкин, Сергей Беляков |

| 23 апреля 2014 19:00 | Отчёт | Химки (Московская обл.)    | 79:76    | УНИКС (Казань)            | Баскетбольный центр «Химки», Химки Зрителей: 1500 Судьи: Сергей Буланов, Владимир Охрименко, Илья Путенко |
| 23 апреля 2014 19:00 | Отчёт | 19:22, 11:18, 22:18, 27:18 |          |                           | Баскетбольный центр «Химки», Химки Зрителей: 1500 Судьи: Сергей Буланов, Владимир Охрименко, Илья Путенко |
| 23 апреля 2014 19:00 | Отчёт | Петтери Копонен (18)       | Очки     | Эндрю Дариос Гудэлок (25) | Баскетбольный центр «Химки», Химки Зрителей: 1500 Судьи: Сергей Буланов, Владимир Охрименко, Илья Путенко |
| 23 апреля 2014 19:00 | Отчёт | Джеймс Огастин (8)         | Подборы  | Никита Курбанов (7)       | Баскетбольный центр «Химки», Химки Зрителей: 1500 Судьи: Сергей Буланов, Владимир Охрименко, Илья Путенко |
| 23 апреля 2014 19:00 | Отчёт | Петтери Копонен (8)        | Передачи | Николаос Зисис (4)        | Баскетбольный центр «Химки», Химки Зрителей: 1500 Судьи: Сергей Буланов, Владимир Охрименко, Илья Путенко |

| 31 марта 2014 19:00 | Отчёт | Красный Октябрь            | 72:81    | Локомотив-Кубань                        | Дворец спорта волгоградских профсоюзов, Волгоград Зрителей: 2500 Судьи: Игорь Деменков, Алексей Давыдов, Евгений Ветров |
| 31 марта 2014 19:00 | Отчёт | 17:13, 24:22, 17:29, 14:17 |          |                                         | Дворец спорта волгоградских профсоюзов, Волгоград Зрителей: 2500 Судьи: Игорь Деменков, Алексей Давыдов, Евгений Ветров |
| 31 марта 2014 19:00 | Отчёт | Виктор Катберт (18)        | Очки     | Деррик Браун (19)                       | Дворец спорта волгоградских профсоюзов, Волгоград Зрителей: 2500 Судьи: Игорь Деменков, Алексей Давыдов, Евгений Ветров |
| 31 марта 2014 19:00 | Отчёт | Маркус Казин (8)           | Подборы  | Ричард Хендрикс (11)                    | Дворец спорта волгоградских профсоюзов, Волгоград Зрителей: 2500 Судьи: Игорь Деменков, Алексей Давыдов, Евгений Ветров |
| 31 марта 2014 19:00 | Отчёт | Бернард Кинг (7)           | Передачи | Мантас Калниетис, Маркус Уильямс по (3) | Дворец спорта волгоградских профсоюзов, Волгоград Зрителей: 2500 Судьи: Игорь Деменков, Алексей Давыдов, Евгений Ветров |

| 7 апреля 2014 20:00 | Отчёт | Локомотив-Кубань                       | 71:69    | Красный Октябрь     | Баскет-холл, Краснодар Зрителей: 1500 Судьи: Сергей Буланов, Сергей Круг, Василий Галкин |
| 7 апреля 2014 20:00 | Отчёт | 18:25, 22:18, 16:11, 15:15             |          |                     | Баскет-холл, Краснодар Зрителей: 1500 Судьи: Сергей Буланов, Сергей Круг, Василий Галкин |
| 7 апреля 2014 20:00 | Отчёт | Андрей Зубков (18)                     | Очки     | Уилли Дин (17)      | Баскет-холл, Краснодар Зрителей: 1500 Судьи: Сергей Буланов, Сергей Круг, Василий Галкин |
| 7 апреля 2014 20:00 | Отчёт | Крунослав Симон (8)                    | Подборы  | Виктор Катберт (12) | Баскет-холл, Краснодар Зрителей: 1500 Судьи: Сергей Буланов, Сергей Круг, Василий Галкин |
| 7 апреля 2014 20:00 | Отчёт | Крунослав Симон, Маркус Уильямс по (3) | Передачи | Виктор Катберт (6)  | Баскет-холл, Краснодар Зрителей: 1500 Судьи: Сергей Буланов, Сергей Круг, Василий Галкин |

### Финал
| 27 апреля 2014 18:00 | Отчёт | УНИКС (Казань)            | 66:45    | Локомотив-Кубань    | Баскет-холл, Казань Зрителей: 4000 Судьи: Сергей Михайлов, Семен Овинов, Александр Романов |
| 27 апреля 2014 18:00 | Отчёт | 16:14, 15:12, 15:11, 20:8 |          |                     | Баскет-холл, Казань Зрителей: 4000 Судьи: Сергей Михайлов, Семен Овинов, Александр Романов |
| 27 апреля 2014 18:00 | Отчёт | Эндрю Дариос Гудэлок (21) | Очки     | Деррик Браун (12)   | Баскет-холл, Казань Зрителей: 4000 Судьи: Сергей Михайлов, Семен Овинов, Александр Романов |
| 27 апреля 2014 18:00 | Отчёт | Чак Эйдсон (10)           | Подборы  | Алекс Марич (8)     | Баскет-холл, Казань Зрителей: 4000 Судьи: Сергей Михайлов, Семен Овинов, Александр Романов |
| 27 апреля 2014 18:00 | Отчёт | Чак Эйдсон (5)            | Передачи | Антон Понкрашов (5) | Баскет-холл, Казань Зрителей: 4000 Судьи: Сергей Михайлов, Семен Овинов, Александр Романов |

| 14 мая 2014 20:00 | Отчёт | Локомотив-Кубань                         | 76:93    | УНИКС (Казань)            | Баскет-холл, Краснодар Зрителей: 3467 Судьи: Сергей Буланов, Антон Махлин, Илья Путенко |
| 14 мая 2014 20:00 | Отчёт | 18:27, 17:12, 21:32, 20:22               |          |                           | Баскет-холл, Краснодар Зрителей: 3467 Судьи: Сергей Буланов, Антон Махлин, Илья Путенко |
| 14 мая 2014 20:00 | Отчёт | Деррик Браун (25)                        | Очки     | Эндрю Дариос Гудэлок (36) | Баскет-холл, Краснодар Зрителей: 3467 Судьи: Сергей Буланов, Антон Махлин, Илья Путенко |
| 14 мая 2014 20:00 | Отчёт | Мантас Калниетис, Ричард Хендрикс по (5) | Подборы  | Чак Эйдсон (9)            | Баскет-холл, Краснодар Зрителей: 3467 Судьи: Сергей Буланов, Антон Махлин, Илья Путенко |
| 14 мая 2014 20:00 | Отчёт | Маркус Уильямс (4)                       | Передачи | Николаос Зисис (6)        | Баскет-холл, Краснодар Зрителей: 3467 Судьи: Сергей Буланов, Антон Махлин, Илья Путенко |